# Розенталь Марк Мойсейович
Марк Мойсейович Розенталь (19 лютого 1906, с. Устя, Подільська губернія, Російська імперія — 2 лютого 1975, Москва, СРСР) — радянський філософ, фахівець в області діалектичної логіки, соціальної філософії та історії вітчизняної філософії. Доктор філософських наук, професор.

## Навчання
М.Розенталь народився в с. Устя Бершадського району (нині Вінницької області). Працював на Могилівському цукровому заводі. Член КПРС з 1925 р. В 1933 році він закінчив Інститут червоної професури у Москві. Професор з 1940 року. Доктор філософських наук з 1946 р.

## Трудова діяльність
Працював М.Розенталь на посаді відповідального редактора журналу «Літературний критик». Потім працював головним редактором Державного політичного видавництва, керував кафедрою діалектичного та історичного матеріалізму Вищої партійної школи (ВПШ) при ЦК ВКП(б).
Під час Другої Світової війни М.Розенталь — заступник завідувача відділу агітації і пропаганди Свердловського обкому партії.
В 1953—1958 роках він обіймав посаду заступника головного редактора журналу «Питання філософії». З 1966 року М.Розенталь — завідувач сектором діалектичного матеріалізму Інституту філософії АН СРСР. Автор низки публікацій, присвячених з'ясуванню ролі діалектики в загальній системі філософських знань.

## Нагороди
Нагороджений орденом Трудового Червоного Прапора і медалями.

## Публікації

### Публікації за кордоном
Робота «Матеріалістична діалектика» (1937) була перекладена на китайську мову. У 1955 році в Пекіні вийшов у перекладі на китайську мову «Короткий філософський словник» під редакцією М. Розенталя та П. Юдіна.

### Перелік наукових робіт
- Против вульгарной социологии в литературной теории. М., 1936.
- Материалистическая диалектика. [М.], 1937.- 122 с.
- Вопросы эстетики Плеханова. М., 1939.
- Краткий философский словарь. Под ред. М.Розенталя и П.Юдина. Несколько изданий 1939—1940 гг.[1]
- Краткий философский словарь. Под ред. М.Розенталя и П.Юдина. Изд. 2-е, доп. М., 1941.
- Лицо и маска фашизма. ОГИЗ-Свердлгиз., 1942.- 120 с.
- Краткий философский словарь. Под ред. М.Розенталя и П.Юдина. Издание третье, переработанное и дополненное. М., 1952.- 614 с.
- Марксистский диалектический метод. М., 1947. — 387 с.
- Философские взгляды Н. Г. Чернышевского. М., 1948. — 312 с.
- Марксистский диалектический метод. М., 1952. — 348 с.
- Вопросы диалектики в «Капитале» Маркса. М., 1955. — 424 с.
- Принципы диалектической логики. М., 1960.
- Философский словарь М., 1963 (редактор и соавтор).
- Диалектика «Капитала» Маркса. 2-е изд., доп. и перераб. — М. : Мысль, 1967. — 592 с.
- Ленин как философ. М., 1969.
- Ленинская диалектика сегодня. М., 1970
- Диалектика познания и современная наука. М., Мысль, 1973. — 247 с.
- Диалектика ленинского исследования империализма и революции. М.,1976.